# Jean Baptiste Joseph Métral
Jean-Baptiste Joseph Métral de Châtillon (1703-1782) est un militaire du XVIIIe siècle au service de la maison de Savoie.

## Biographie
Jean-Baptiste Métral est né à Chambéry, le 8 août 1703,.
Issu de la petite noblesse, il entame une carrière militaire. Il connaît cependant une lente évolution. Il n'obtient le grade de capitaine qu'en 1741,. Six ans plus tard (1747), il devient major au sein du régiment de Tarentaise (cf. Brigade de Savoie),. En 1757, il obtient le grade de lieutenant-colonel dans le régiment provincial du Chablais,. En 1763, il devient le commandant du régiment de Tarentaise,.
En 1769, il est nommé commandant de la place militaire de Novare. En 1776, il est décoré par le roi de Sardaigne lieutenant-général des Armées de Sa Majesté, le plus haut grade de l'armée piémontaise. Il devient gouverneur d'Ivrée.
Il est fait grand cordon de l’ordre des Saints-Maurice-et-Lazare et commandeur de la commanderie de Saint-Laurent d'Ugine.
Le général Métral fait son testament le 4 avril 1782 et meurt vingt-jours plus tard à Chambéry,. Son corps est inhumé dans l'église Sainte-Claire de Chambéry.